# Ebodina elephantodes
Ebodina elephantodes es una polilla de la familia Tortricidae. Se encuentra en Java y Taiwán.